# Åke Lassas
Erik Åke Lassas (* 21. August 1924 in Leksand; † 16. April 2009 ebenda) war ein schwedischer Eishockeyspieler.

## Karriere

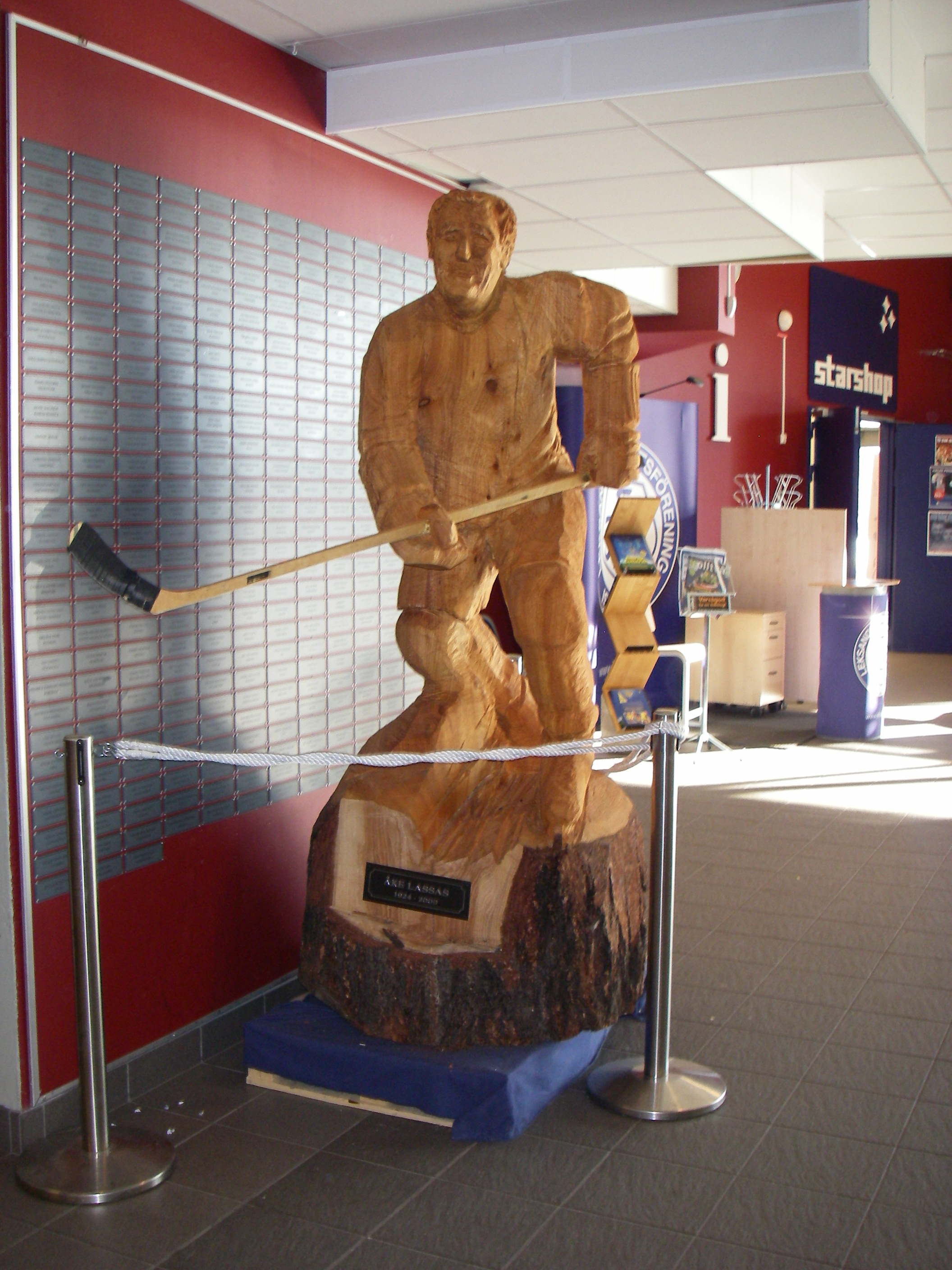
Holzstatue von Åke Lassas

Auf Vereinsebene spielte Åke Lassas ausschließlich für seinen Heimatverein Leksands IF. Von 1948 bis 1963 trat er mit seiner Mannschaft in der Division 1, der damals höchsten schwedischen Spielklasse, sowie der zweitklassigen Division 2 an. 1956 erhielt er als erster Spieler den Guldpucken als Spieler des Jahres in Schweden. Seine Trikotnummer 2 wurde von Leksands IF gesperrt und wird nicht mehr an andere Spieler vergeben.

### International
Für Schweden nahm Lassas an den Olympischen Winterspielen 1952 in Oslo und 1956 in Cortina d’Ampezzo teil. Bei den Winterspielen 1952 gewann er mit seiner Mannschaft die Bronzemedaille. Als bestes europäisches Team wurde Schweden zudem Europameister. Zudem stand er im Aufgebot seines Landes bei der Weltmeisterschaft 1954, bei der er mit seiner Mannschaft ebenfalls die Bronzemedaille gewann.

## Erfolge und Auszeichnungen
- 1952 Bronzemedaille bei den Olympischen Winterspielen
- 1954 Bronzemedaille bei der Weltmeisterschaft
- 1956 Guldpucken